# Adelina Gurrea
 (septembre 2024).
María Adelaida Gurrea Monasterio, née le 27 septembre 1896 à La Carlota, Negros Occidental, Philippines - morte le 29 avril 1971 à Madrid est une journaliste, poétesse et dramaturge philippine d'expression espagnole.

## Parcours
Elle étudia dans un collège religieux à Manille (Santa Escolástica de Manila).
En 1921, elle s'installa à Madrid, où elle collabora et travailla en tant que correspondante pour plusieurs publications philippines en espagnol comme La Vanguardia, El Mercantil ou Excelsior.
Elle fut l'ambassadrice de la littérature philippine en Espagne, où elle promut différentes associations pour la divulgation et l'appui de la culture de son pays. Elle fonda le Cercle Hispano-Philippin à Madrid en 1950.

## Prix
- Prix Zóbel, 1955, A lo largo del camino.

## Œuvres
- Cuentos de Juana. Des narrations malais des îles Philippines. Madrid : Prensa Española, 1943.
- A lo largo del camino. Poésie. Madrid : Círculo Filipino, 1954. Prologue de Federico Muelas. Dessins de Beatriz Figueirido.
- Más senderos. Poésie. Madrid : l'auteur, 1967.
- En agraz. Poésie. Madrid : l'auteur, 1968